# Unni Anisdahl
Unni Marie Anisdahl (født 27. september 1947) er en tidligere norsk håndboldspiller, og sportsjournalist i NRK Radio. Anisdahl er opvokset i Harstad og var tilknyttet NRK Sørlandet i Kristiansand. Hun var tidligere en aktiv håndboldspiller. Hun startede i Harstad Idrettslag og spillede senere på det norske landshold. Fra 1971 til 1977 spillede hun 72 landskampe og scorede 58 mål. Derudover har hun deltaget i VM, 1971, 1973 og 1975. Hun har deltaget i flere serie- og cupmesterskaber.
Som sportsreporter havde hun særligt fokus på håndbold, fodbold og alpint. Hun var på TV sidste gang den 18. oktober 2009 som reporter fra kampen mellem Start og Aalesund. Hun gjorde imidlertid comeback som kommentator både under kampen Start–Strømsgodset i Tippeligaen 2011, og under sommer-OL 2012 i London.